# Kîiivske, Baștanka
Kîiivske (în ucraineană Київське) este un sat în comuna Novoivanivka din raionul Baștanka, regiunea Mîkolaiiv, Ucraina.

## Demografie
Componența lingvistică a localității Kîiivske
     Ucraineană (85,95%)
     Rusă (9,92%)
     Română (3,31%)
     Alte limbi (0,83%)
Conform recensământului din 2001, majoritatea populației localității Kîiivske era vorbitoare de ucraineană (85,95%), existând în minoritate și vorbitori de rusă (9,92%) și română (3,31%).